# Aek Siala (Barumun Tengah)
Aek Siala is een bestuurslaag in het regentschap Padang Lawas van de provincie Noord-Sumatra, Indonesië. Aek Siala telt 69 inwoners (volkstelling 2010).